# Lasigovci
Lasigovci – wieś w Słowenii, w gminie Dornava. W 2018 roku liczyła 110 mieszkańców.